# Маккеон, Эмма
Эмма Дженнифер Маккеон (англ. Emma Jennifer McKeon; род. 24 мая 1994, Вуллонгонг, Новый Южный Уэльс) — австралийская пловчиха, 6-кратная олимпийская чемпионка (2016, 2020, 2024). Выиграла 20 медалей, в том числе пять золотых в эстафетах, на чемпионатах мира по водным видам спорта; и 20 медалей, в том числе 14 золотых, на Играх Содружества в 2014, 2018 и 2022 годах. Рекордсменка среди всех австралийцев по количеству олимпийских наград за карьеру (14) и по количеству золотых наград (6). По количеству медалей на одних Олимпийских играх среди женщин делит рекорд с советской гимнасткой Марией Гороховской (по 7). Член ордена Австралии (AM).

## Биография
Родилась 24 мая 1994 года в Вуллонгонге. Она сестра Дэвида МакКеона и дочь Рона МакКеона, оба являются пловцами. Она получила среднее образование в 2012 году в Гимназии Иллаварра, а затем училась в Университете Гриффит на бакалавра в области общественного здравоохранения и укрепления здоровья по специальности питание. Она и её брат Дэвид тренируются под руководством Майкла Болла в Университете Гриффита.

## Карьера
Маккеон принимала участие в летних юношеских Олимпийских играх 2010 года в Сингапуре. Она выиграла золотую медаль в женской комбинированной эстафете 4×100 метров, серебряные медали на дистанции 100-метров вольным стилем и в смешанной эстафете 4×100 метров, а также бронзовые медали на 50- , 200-метровых дистанциях вольным стилем и смешанной комбинированной эстафете 4×100 м.

### Олимпийские игры

#### 2012
Она не сумела отобраться на летние Олимпийские игры 2012 года в Лондоне, Великобритания.

#### 2016
В апреле 2016 года Маккеон вошла в состав австралийской команды летних Олимпийские игры 2016 года в Рио-де-Жанейро. Она приняла участие в эстафете 4×100 метров вольным стилем, которая завоевала золотую медаль за рекордное время 3.30,65. Маккеон также выиграла две серебряные медали в составах эстафет 4×200 метров вольным стилем и комбинированной 4×100 метров. Также Эмма завоевала бронзовую медаль на дистанции 200 метров вольным стилем со временем 1.54,92. В 100-метровом финале баттерфляем она финишировала шестой.

### Чемпионаты мира

#### 2013
В 2013 году она завоевала серебряную медаль в эстафете 4×100 метров вольным стилем на 15-м чемпионате мира по водным видам спорта, который прошел в Барселоне. Она также плавала в предварительных заплывах комбинированной эстафеты 4×100 метров и эстафеты 4×200 метров вольным стилем, завоевав серебряные медали в этих соревнованиях.

#### 2015
В 2015 году она участвовала в 16-м чемпионате мира по водным видам спорта в Казани. Она выиграла золотую медаль в эстафете 4×100 метров вольным стилем и бронзовую медаль в комбинированной эстафете 4×100 метров. Она также финишировала четвёртой на дистанции 100 метров баттерфляем и заняла седьмое место на 0дистанции вдвое длиннее.

#### 2017
Маккеон выиграла четыре серебряные и две бронзовые медали на чемпионате мира по плаванию 2017 года. Она соревновалась на дистанции 100 метров баттерфляем. В предварительном раунде она была третьей со временем 56,81. После этого в полуфинале она стала второй, установив рекорд Океании (56,23). В финале она улучшила этот результат и финишировала второй после Сары Шестрем с рекордом Океании 56,18. На дистанции 200 м вольным стилем она прошла отбор в полуфинал с четвёртым результатом 1.56,61. Затем в полуфинале она стала второй. В финале она подтвердила свою хорошую форму и разделила серебряную медаль с Кэти Ледеки со временем 1.55,15. Её третья серебряная медаль была завоевана в эстафете 4×100 метров вольным стилем с Бронте Кэмпбелл, Бриттани Элмсли и Шейной Джек, её команда отстала от США на 0,29 секунды. Четвёртую серебряную медаль Эмма завоевала в комбинированной смешанной эстафете 4×100 м с товарищами по команде Митчем Ларкиным, Дэниелом Кейвом и Бронте Кэмпбелл .

#### 2019
На чемпионате мира 2019 года в корейском Кванджу, 22 июля, завоевала бронзовую медаль на дистанции 100 метров баттерфляем, на финише уступила победительнице 0,78 секунды.

### Игры Содружества

#### 2014
Эмма вошла в состав австралийской команды для участия в Играх Содружества 2014 года, проходивших в Глазго, где она выиграла шесть медалей: четыре золотые и две бронзовые. В первый день соревнований она выиграла золотую медаль на дистанции 200 метров вольным стилем и стала частью австралийского эстафетного квартета вместе с Бронте Кэмпбелл, Мелани Шлангер и Кейт Кэмпбелл, которые завоевали золотую медаль и установили новый мировой рекорд 7.49,90 в эстафете 4×100 метров вольным стилем. Она выиграла бронзовые медали на дистанции 100 метров баттерфляем, а затем в 100 м вольном стилем. Маккеон завоевала золотые медали в эстафетах 4×200 метров вольным стилем, где она установила рекорд Игр в составе команды, в которую также вошли Алишия Куттс, Бриттани Элмсли и Бронте Барратт, и комбинированной 4×100 метров с Эмили Сибом, Лорной Тонкс и Кейт Кэмпбелл. Благодаря завоеванию шести медалей Игр Содружества Эмма повторила рекорд, ранее установленный Ианом Торпом и Сьюзи О’Нил.

#### 2018
Маккеон выиграла медалей больше всех других пловцов в плавании на Играх Содружества 2018 года с четырьмя золотыми и двумя бронзовыми медалями; точно так же как и четырьмя годами ранее.